# The Hawks
The Hawks est un groupe formé à la fin des années 1950, accompagnant Ronnie Hawkins dans d'incessantes tournées au Canada.
L'effectif du groupe a évolué régulièrement. Mais, outre Hawkins, les principaux membres en ont été le guitariste Robbie Robertson, le batteur Levon Helm, le bassiste Rick Danko, le claviériste Garth Hudson, et le pianiste Richard Manuel, chacun étant capable de jouer à l'occasion d'autres instruments et de chanter. En 1963, c'est la séparation avec Ronnie Hawkins.
Plus tard, ils ont été le premier groupe électrique à accompagner Bob Dylan sur scène. Tout le monde, disent-ils, les appelait The Band, et le groupe a décidé de changer son nom en ce sens.